# André Tosel
André Tosel, född 15 juni 1941 i Nice i Alpes-Maritimes, död 14 mars 2017 i Nice i Alpes-Maritimes, var en fransk marxistisk filosof och författare. Han var professor vid Université Nice-Sophia-Antipolis.